# Víctor Adriazola
Víctor Manuel Adriazola Ortiz (* 3. Juni 1943) ist ein ehemaliger chilenischer Fußballspieler. Der Abwehrspieler absolvierte zehn Länderspiele und wurde auf Vereinsebene 1966 chilenischer Meister.

## Karriere

### Verein
Víctor Adriazola begann seine Karriere 1961 beim CD Green Cross. Danach spielte er von 1963 bis 1972 für den CD Universidad Católica aus der Hauptstadt Santiago. Größter Erfolg seiner Karriere war die Meisterschaft 1966. Danach spielte Adriazola noch für weitere chilenische Klubs und beendete 1978 seine Karriere bei Deportes Arica.

### Nationalmannschaft
Víctor Adriazola debütierte für Chile unter Trainer Alejandro Scopelli im November 1966 in der Qualifikation zum Campeonato Sudamericano 1967 beim 5:2-Erfolg über Kolumbien. Danach stand er auch im Turnierkader und absolvierte alle sieben Spiele für die La Roja. Chile wurde mit zwei Siegen, zwei Unentschieden und einer Niederlage Turnierdritter. Nach der Südamerikameisterschaft kam Adriazola noch in drei weiteren Freundschaftsspielen zum Einsatz, zuletzt im Dezember 1967 gegen die Sowjetunion.

## Erfolge
Universidad Católica
- Primera División: 1966